# Distretto di Pinsk
Il distretto di Pinsk (in bielorusso Пінскі раён?) è un distretto (rajon) della Bielorussia appartenente alla regione di Brėst.